# Baktivedanta Svami Prabupada
Baktivedanta Svami Prabupada (rođen Abhaj Haran De; 1. september 1896. – 14. november 1977) bio je indijski spiritualni učitelj i osnivač-učitelj Međunarodno društva za svesnost o Krišni (ISKCON), poznato kao „Hare Krišnin pokret”. Članovi ovog pokreta smatraju Bhaktivedanta Svamija za predstavnika ili glasnika Krsne Čajtanja.

## Životopis

### Počeci
Prvi put je sreo svog duhovnog učitelja, Srila Baktisidanta Sarasvati Gosvamija, u Kalkuti 1922. godine. Baktisidanta Sarasvati, istaknuti religijski učenjak i osnivač šezdeset četiri Gaudija Mata (vedskih instituta), zavoleo je ovog obrazovanog mladića i uverio ga da posveti svoj život širenju vedskog znanja. Srila Prabupada je postao njegov učenik, a jedanaest godina kasnije, 1933. godine, u Alahabadu i njegov službeno inicirani učenik. Prilikom njihovog prvog susreta, 1922. godine, Srila Baktisidanta Sarasvati Takura je zamolio Srila Prabupadu, da raširi vedsko znanje na engleskom jeziku.

### Širenje vedskog znanja
U godinama koje su sledile, Srila Prabupada je napisao tumačenje Bagavad-gite, pomagao Gaudija Matu (institutu), a 1944. godine je bez ičije pomoći pokrenuo časopis na engleskom jeziku koji je izlazio svake druge nedelje, uređujući ga, unoseći rukopise i vršeći korekture. Čak je i delio pojedinačne primerke i borio se da časopis redovno izlazi. Jednom pokrenut, časopis nikad nije prestao sa objavljivanjem. U današnje vreme ga izdaju njegovi učenici na Zapadu na preko dvadeset jezika.
Visoko ceneći Srila Prabupadinu filozofsku zaleđinu i posvećenost, Gaudija Vajsnava društvo mu je 1947. godine dodelio počasnu titulu „Bhaktivedanta”. Srila Prabhupada se 1950. godine, u svojoj 54. godini života, povukao iz bračnog života prihvaćajući vanaprastu (povučeni red života) s namerom da posveti više vremena svom proučavanju i pisanju. Otputovao je u sveto mesto Vrndavanu, gde je živio vrlo skromno u istorijskom srednevekovnom hramu Rada-Damodara. Tamo je proveo nekoliko godina u intenzivnom proučavanju i pisanju. Godine 1959. je prihvatio odvojeni red života (sanjasu). U Rada-Damodara hramu Srila Prabupada je otpočeo rad na svom životnom delu: prevodu i tumačenju osamnaest hiljada stihova Srimad-Bagavatama (Bagavata Purane). Tu je takođe napisao i „Lako putovanje na druge planete”.

### Boravak u SAD
Nakon izdavanja tri toma Bagavatama, Srila Prabupada je 1965. godine otišao u Sjedinjene Američke Države da bi ispunio misiju svog duhovnog učitelja. Posle toga je napisao više od šezdeset tomova ovlaštenih prevoda, komentara, sažetih studija indijskih filozofskih i religioznih dela.
Kada je 1965. godine došao brodom u Njujork, Srila Prabupada je imao samo nekoliko rupija u džepu. Nakon godinu dana je uz velike teškoće osnovao Međunarodno društvo za svesnost Krsne u julu 1966. Pod njegovim brižnim vodstvom, Društvo je tokom dvanaest godina izraslo u svetsku organizaciju koja se sastojala od preko stotinu asrama, škola, hramova, instituta i farmi. Godine 1972. Srila Prabupada je uveo vedski sistem osnovnog i srednjeg obrazovanja na Zapadu osnovavši Gurukula školu u Dalasu, Teksas. Od 1972. godine do početka 1975. godine broj učenika se povećao sa 3 na 150.

## Nasleđe
Srila Prabupada je takođe pružio podsticaj za izgradnju velikog međunarodnog centra u Sridhama Majapuru u Zapadnom Bengalu, Indija. Sličan projekt je veličanstveni hram Krsna-Balarame i International Guest House u Vrndavani, Indija. Ovo su centri u kojima ljudi sa Zapada mogu živeti da bi neposredno doživeli vedsku kulturu.
Srila Prabupadin najveći doprinos su, međutim, njegove knjige. Visoko uvažene u akademskim krugovima zbog svoje stručnosti, dubine i jasnoće, koriste se kao udžbenici na brojnim visokoškolskim ustanovama. Njegove knjige su prevedene na više od pedeset jezika. Bhaktivedanta Book Trust, koji je osnovan 1972. godine da bi izdavao dela „Njegove božanske milosti”, tako je postao najveći izdavač knjiga s područja indijske religije i filozofije u svetu.
Za samo dvanaest godina, uprkos svom poodmaklom dobu, Srila Prabupada je proputovao svet četrnaest puta, održavajući predavanja na šest kontinenata. Uprkos tako intenzivnom programu, Srila Prabupada je nastavio s plodonosnim spisateljskim radom. Njegova dela sačinjavaju pravu biblioteku vedske filozofije, religije, književnosti i kulture.

## Dela
- / Bhagavad-gita kakva jeste
- -{Srimad-Bhagavatam, pjevanja 1-10(12 delova)
- (17 delova)
- / Učenja gospodina Kajtanje
- / Nektar predanog služenja
- / Nektar instrukcija
- Sri Isopanisad
- / Lako putovanje na druge planete
- / Svesnost Krišne: Vrhunski sistem joge
- / Krišna, svevišnja božanska osoba (3 dela)
- / Savršena pitanja, savršeni odgovori
- / Učenja gospodina Kapile, Sina Devahuti
- / Transcendentalna učenja Prahlada Maharaja
- / Dijalektički spiritualizam - Vedski pogled na zapadnu filozofiju
- / Učenja kraljice Kunti
- / Krišna, rezervoar zadovoljstva
- / Nauka samospoznaje
- / Put savršenstva
- / Traganje za oslobođenjem
- / Život nastaje iz života
- / Savršenstvo joge
- -{Beyond Birth and Deathv / Iznad rođenja i smrti
- / Na putu ka Krišni
- / Raja-vidja: kralj znanja
- / Uzdizanje do svesnosti Krišne
- / Svesnost Krišne: Neprocenjiv dar
- / Povratak Bogu (osnivač)

## Literatura
- J., Charles S. White (2004). A Catalogue of Vaishnava Literature on Microfilms in the Adyar Library. Delhi: Motilal Banarsidass.  978-81-208-2067-8.
- Jones, Constance (2007). Encyclopedia of Hinduism. New York: Infobase Publishing. стр. 77—78.  978-0-8160-5458-9.
- Goswami, Satsvarupa dasa (2002). Srila Prabhupada Lilamrta Vol 1–2 (2nd изд.). Los Angeles: Bhaktivedanta Book Trust.  978-0-89213-357-4.
- Ekstrand, Maria; Bryant, Edwin H. (2004). The Hare Krishna movement: the postcharismatic fate of a religious transplant. New York: Columbia University Press.  978-0-231-12256-6.
- Rhodes, Linda (2001). The challenge of the cults and new religions. Grand Rapids, Mich: Zondervan.  978-0-310-23217-9.
- Vasan, Mildred; Lewis, James P. (2005). Cults (contemporary world issues). Santa Barbara, Calif: ABC-CLIO.  978-1-85109-618-3.
- Cole, Richard; Dwayer, Graham (2007). The Hare Krishna movement: forty years of chant and change. London: I. B. Tauris.  978-1-84511-407-7.
- Goswami, Satsvarupa dasa (1984). Prabhupada: he built a house in which the whole world can live (abr изд.). Los Angeles: Bhaktivedanta Book Trust.  978-0-89213-133-4.
- Cox, Harvey; Larry D. Shinn; Thomas J. Hopkins; A.L. Basham; Shrivatsa Goswami (1983).  Gelberg, Steven J, ур. Hare Krishna, Hare Krishna: five distinguished scholars on the Krishna movement in the West. New York: Grove Press.
- Klostermaier, Klaus K. (2000). Hinduism: a short history. Oxford: Oneworld Publications.  978-1-85168-213-3.
- Klostermaier, Klaus K (2007). A survey of Hinduism (3rd изд.). New York: State University of New York Press.  978-0-7914-7081-7.
- Bhaktivedanta, A. C. (2003). The Science of self-realization. Los Angeles: Bhaktivedanta Book Trust. ISBN 91-7149-447-2.
- Shinn, Larry D (1987).  Bromley, David G, ур. „The future of an old man's vision. ISKCON in the twenty-first century”. The Future of New Religious Movements: 123—140. ISBN 978-0-86554-238-9.
- Knott, Kim (1997). „Insider and outsider perceptions of Prabhupada”. ISKCON Communications Journal: 5: 1.
- Knott, Kim (2005). „Insider/outsider perspectives in the study of religions”.  Ур.: Hinnells, John. The Routledge companion to the study of religion. Routledge. стр. 243. ISBN 978-0-415-33311-5.
- Shinn, Larry D. (1987). The dark lord: cult images and the Hare Krishnas in America. Philadelphia: Westminster Press. OCLC 15017927. OL 2737873M.  978-0-664-24170-4.
- Goswami, Srivatsa; Dasa Goswami, Satsvarupa; Cox, Harvey; Hopkins, Thomas J.; Judah, J. Stillson (1983). „Review: Srila Prabhupada-Lilamrta”. Journal of Asian Studies. 42 (4): 986—988. ISSN 0021-9118. JSTOR 2054828. doi:10.2307/2054828.
- Sharma, Jagdish Saran, ур. (1981). Encyclopaedia Indica. OCLC 8033900. OL 13760440M.
- Shinn, Larry D; Bromley, David G (1989). Krishna consciousness in the West. Lewisburg [Pa.]: Bucknell University Press.  978-0-8387-5144-2.

## Spoljašnje veze
- Baktivedanta Svami Prabupada na veb-sajtu  (језик: енглески)
- Baktivedanta Svami Prabupada на сајту Internet Archive (језик: енглески)